# Bosio (cognome)
Bosio è un cognome di lingua italiana.

## Varianti
Bosè, Bosé, Boselli, Bosellini, Bosello, Bosetti, Bosi, Bosia, Bosich, Bosin, Bosinelli, Bosini, Boso, Bosone, Bosoni, Buosi, Buosio, Busati, Busi, De Bosis.

## Origine e diffusione
Il cognome è tipicamente settentrionale (in parte centrale) e diffuso specialmente in Piemonte e Lombardia.
Il cognome deriva dal nome personale Boso, di origine germanica, in particolare franca e poi medio-tedesca, Boso, da *bausja (in tedesco böse), "cattivo".
In qualche caso Bosio potrebbe derivare da Brosio e quindi da Ambrosio, forma settentrionale di Ambrogio.
Le varianti Busi e Busati sono lombarde e venete; Bosich è giuliano.

## Persone
- Giacomo Bosio – storico italiano
- Gianni Bosio – storico italiano
- Giovanni Battista Bosio – arcivescovo cattolico italiano